# 御好燒

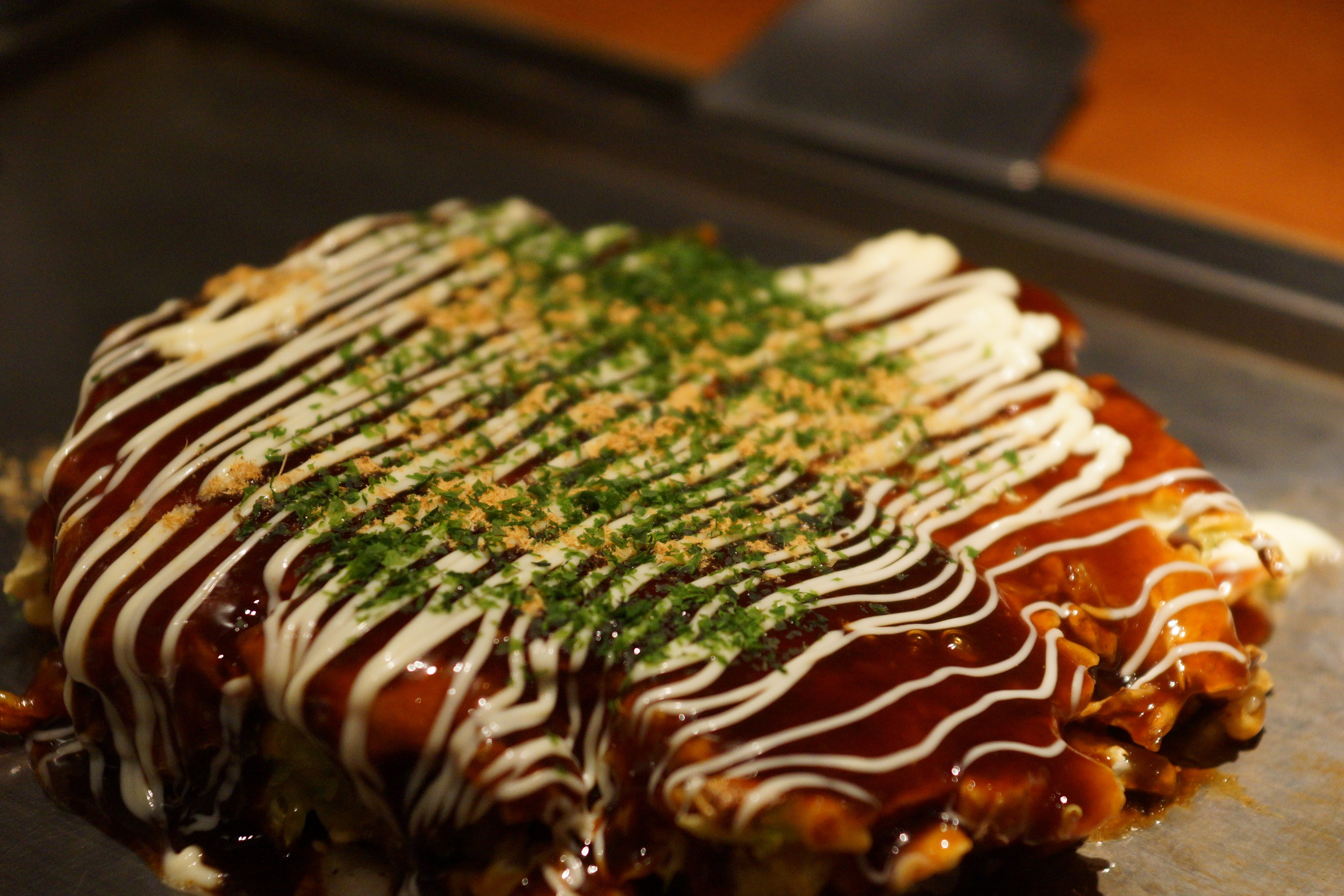
关西风御好燒

御好燒（日语：／ okonomiyaki），又稱為什锦燒或隨意燒，是源自日本的一種鐵板燒小吃。製作方法是將水加入小麥粉攪拌形成粉漿，再加上蔬菜、肉類、魚類和貝類等材料，於鐵板上烧成煎饼，最後加上調味料進食。不同地方的御好燒在做法和材料上皆各具特色，其中最具代表性的有兩大派系，即關西風御好燒（大阪燒）和廣島風御好燒（廣島燒），實際上兩者發展的起源也不同。在關西風御好燒的基礎上，將高麗菜改為綠蔥，加上牛蹄筋，改為醬油味的蔥燒現在也大受歡迎。

## 關西風御好燒（大阪燒）

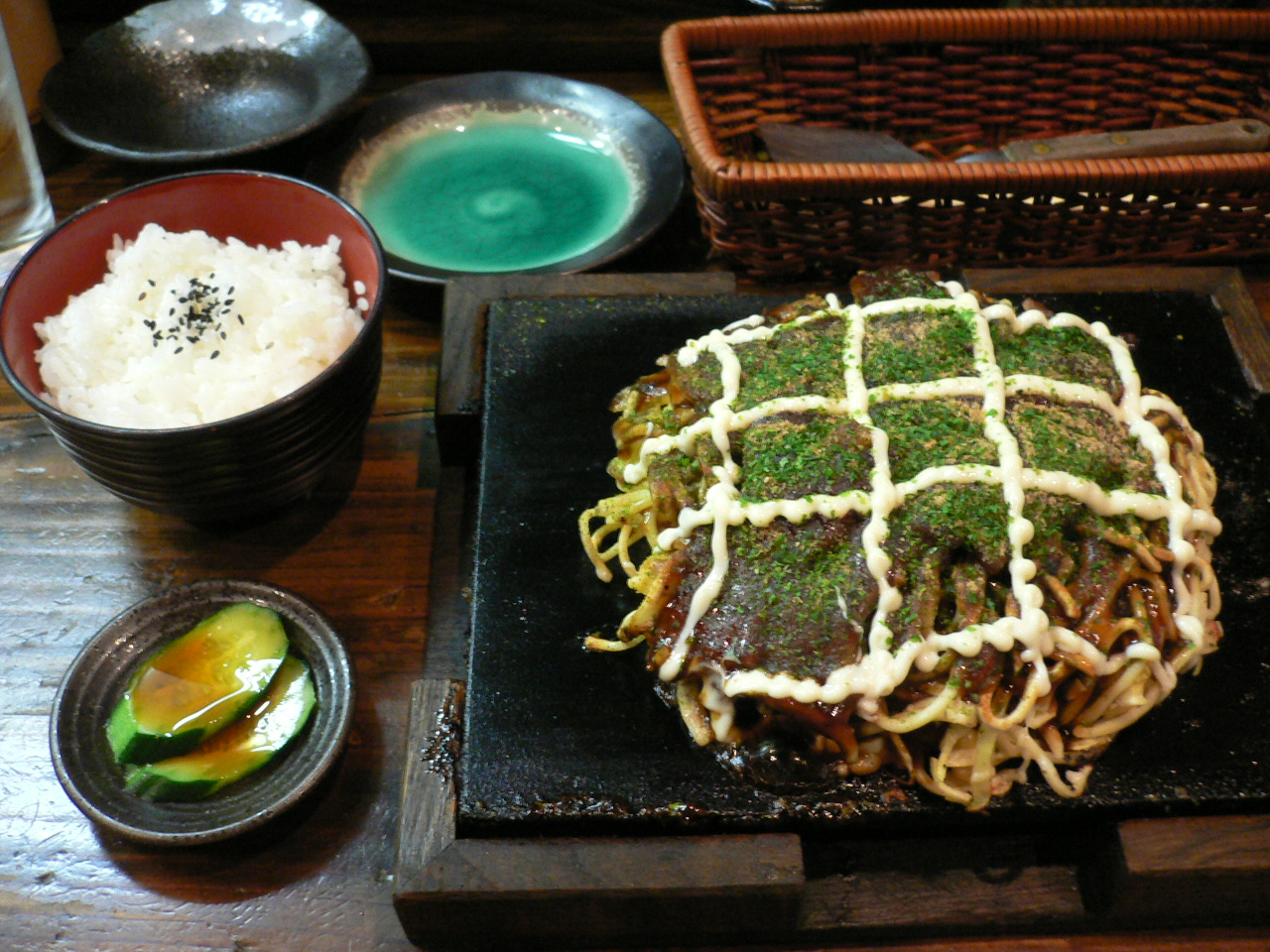
「Modern焼（モダン焼き）定食」現代燒定食

### 製法
以下是以豬肉為主要材料的雜菜煎餅製法，按嗜好可改為牛肉、墨魚、蝦仁、牡蠣等不同食材：
1. 水或柴魚高湯混合低筋麵粉。（注意水份多寡，麵粉和水的比例約1.5:1。）
2. 準備切碎的高麗菜、加上雞蛋、山藥（山芋）泥、蝦皮、炸麵花等攪拌。
3. 將麵糊放在加熱了的鐵板上面，整理成直徑25cm，厚度2.5cm左右的圓形。
4. 將薄豬肉片放在煎餅上。
5. 如果一面焦結了，就反向另一面，但要小心不要弄散煎餅。
6. 如果兩面都燒成黃褐色，就降低火溫，塗上調味汁。
7. 撒上柴魚片、青海苔。
8. 縱橫切塊，完成。在完成的煎餅表面上按照愛好塗上蛋黃醬。

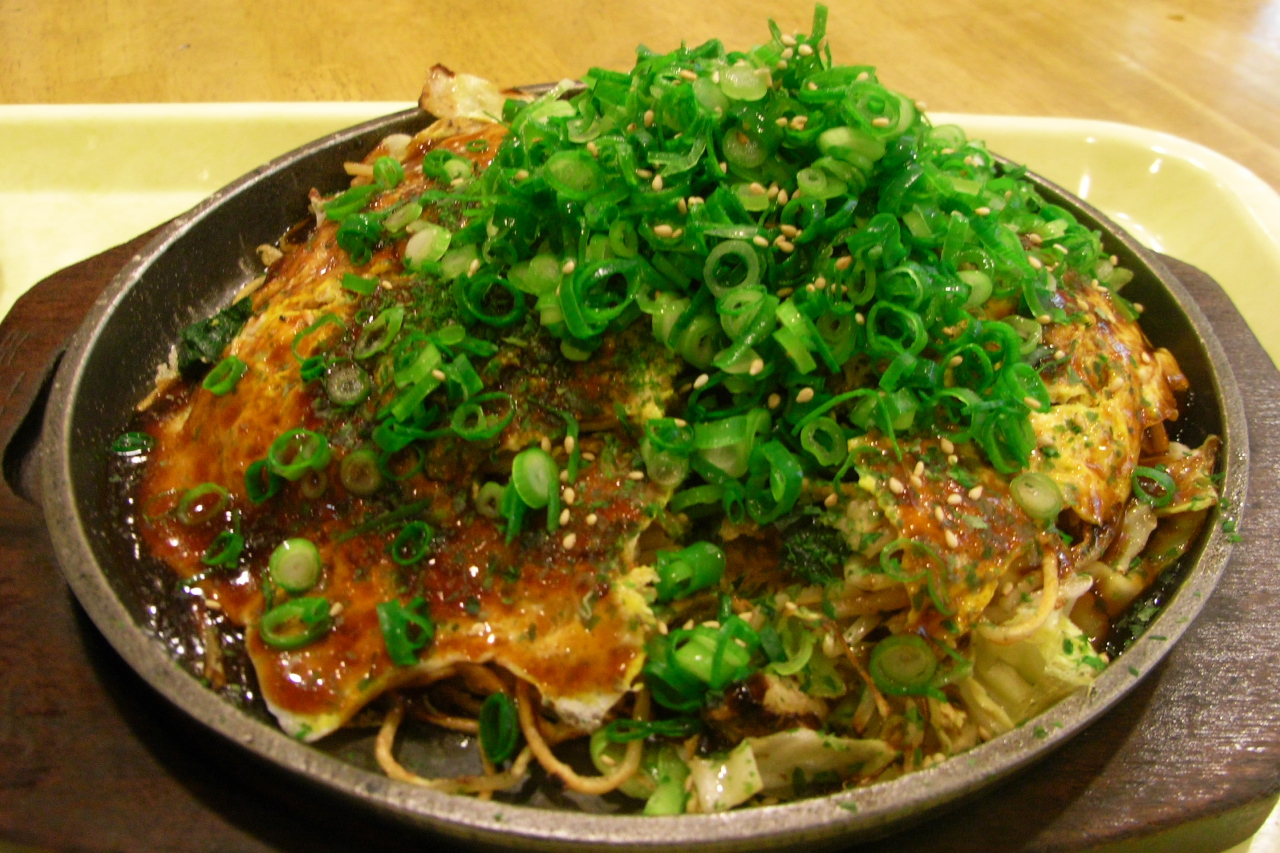
广岛风御好燒

9. 然後在鐵板上以自己的愛好尺寸切吃。

## 廣島風御好燒（廣島燒）
又稱廣島燒（／），是御好燒的一个种类，主要流行于日本广岛地区。但在廣島地方並沒有將其稱呼為「廣島燒」。

### 歷史
明治時代在東京，有了叫做「冬冬燒」的醬油簡單調味煎餅，這可能和目前的文字燒（もんじゃ焼き）也有著發源關係。1910年代，日本引進的辣醬油開始普及，也應用到冬冬燒，改稱為「一錢洋食」。這是水混和麵粉，放在平面鐵板上烤，加上蔥、豆芽等少量蔬菜的，類似天津煎餅的食品。因為價錢廉宜，一錢（約0.01日圓）就可以吃到的洋味食品，故稱為之。
到二戰後，日本的食生活也開始平穩，在原來的一錢洋食上，增加洋白菜等蔬菜、加上肉類、煎雞蛋等，或還加上炒麵，按照客戶的「御好」（嗜好）調製的豪華食品也有了。這就是廣島風御好燒。

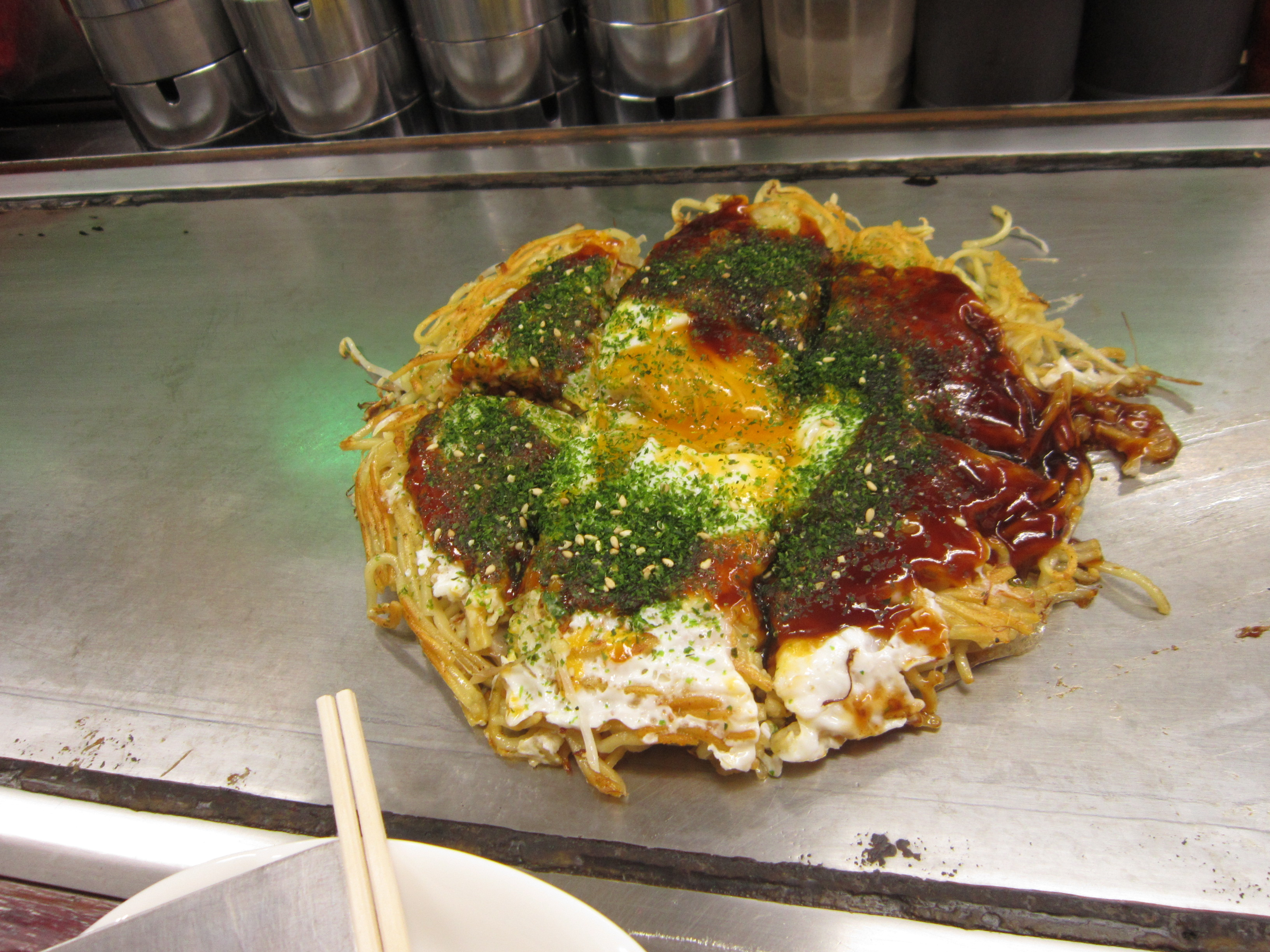
一個常見的原味廣島燒

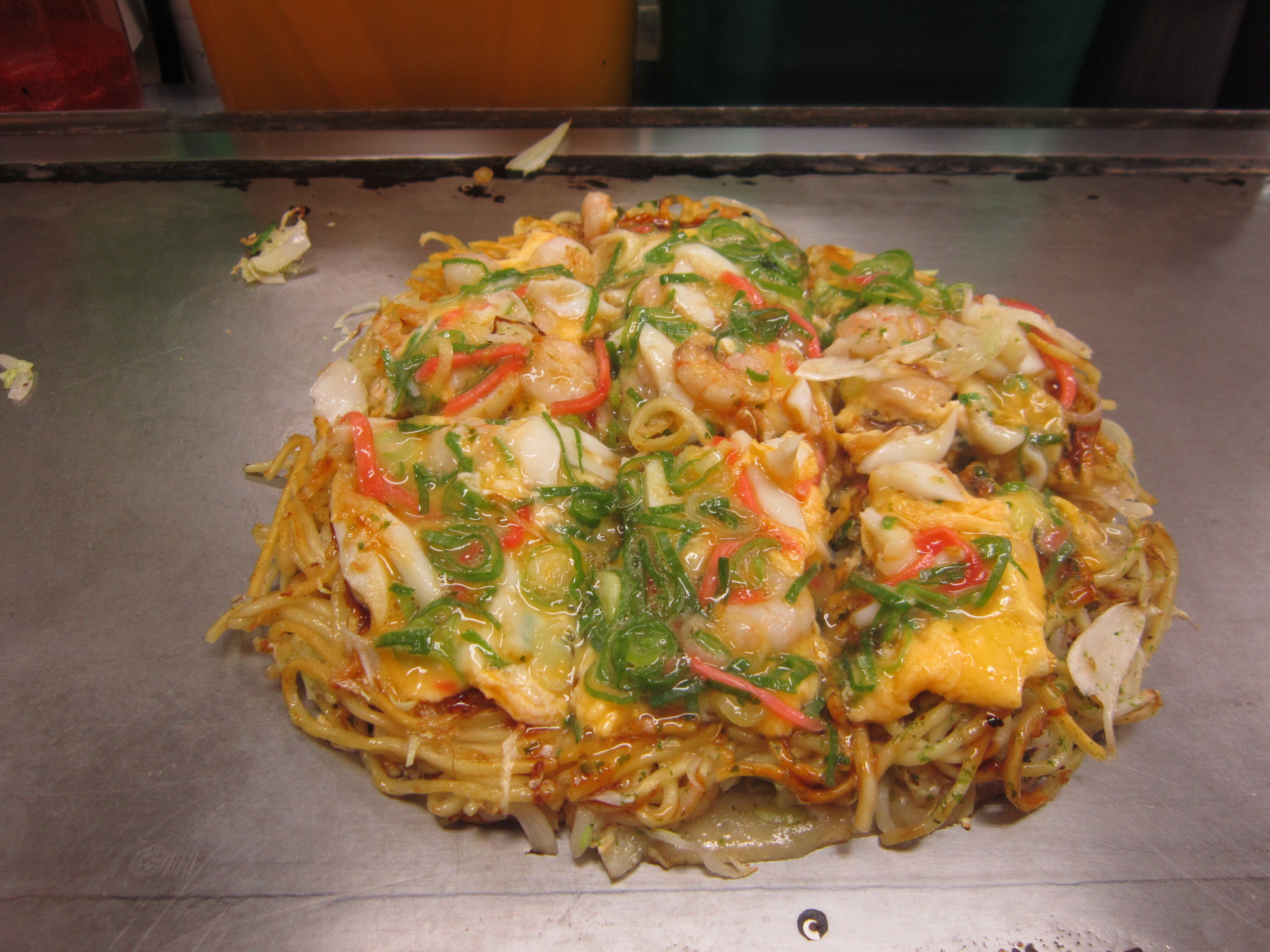
一個海鮮口味的廣島燒

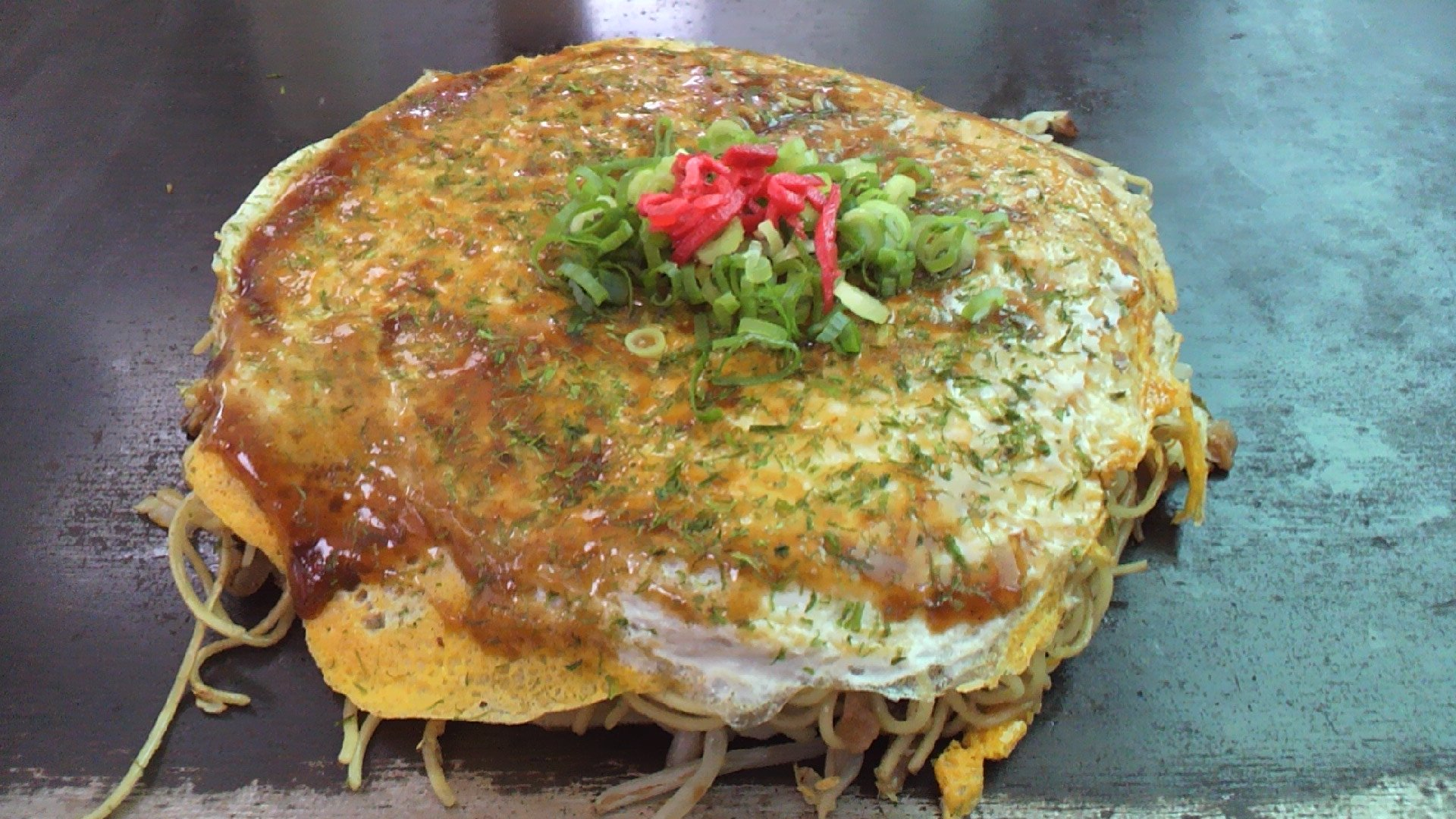
廣島燒

### 材料
基本材料有小麥粉（薄力粉）、水、豬肉、鸡蛋、蕎麥面、蔥、醬料等。
其他，依個人喜好添加，如：青海苔、鰹魚粉、豆芽等。

### 製法
現在的典型廣島風御好燒製法如下：
1. 首先將雞蛋、水、湯料和麵粉混合成比較稀的麵漿，放在熱鐵板上拉成圓型，灑點柴魚粉。
2. 迅速擺放大量洋白菜絲（高麗菜絲）和綠豆芽，灑鹽和胡椒，再擺蔥花、炸麵花、豬肉、墨魚等，從上面灑少量麵漿。
3. 同時，在旁邊，用鹽、胡椒和清酒等炒麵。
4. 等洋白菜等蔬菜開始軟化後，將煎餅和蔬菜等一起翻倒，壓平。
5. 在旁邊，煎一個半熟的雞蛋，擺在炒麵上，上面再擺煎餅。
6. 将整體翻倒，表面塗大量帶甜味的濃辣醬油，灑柴魚絲、青海苔粉供食。